# St. Georg (Lod)

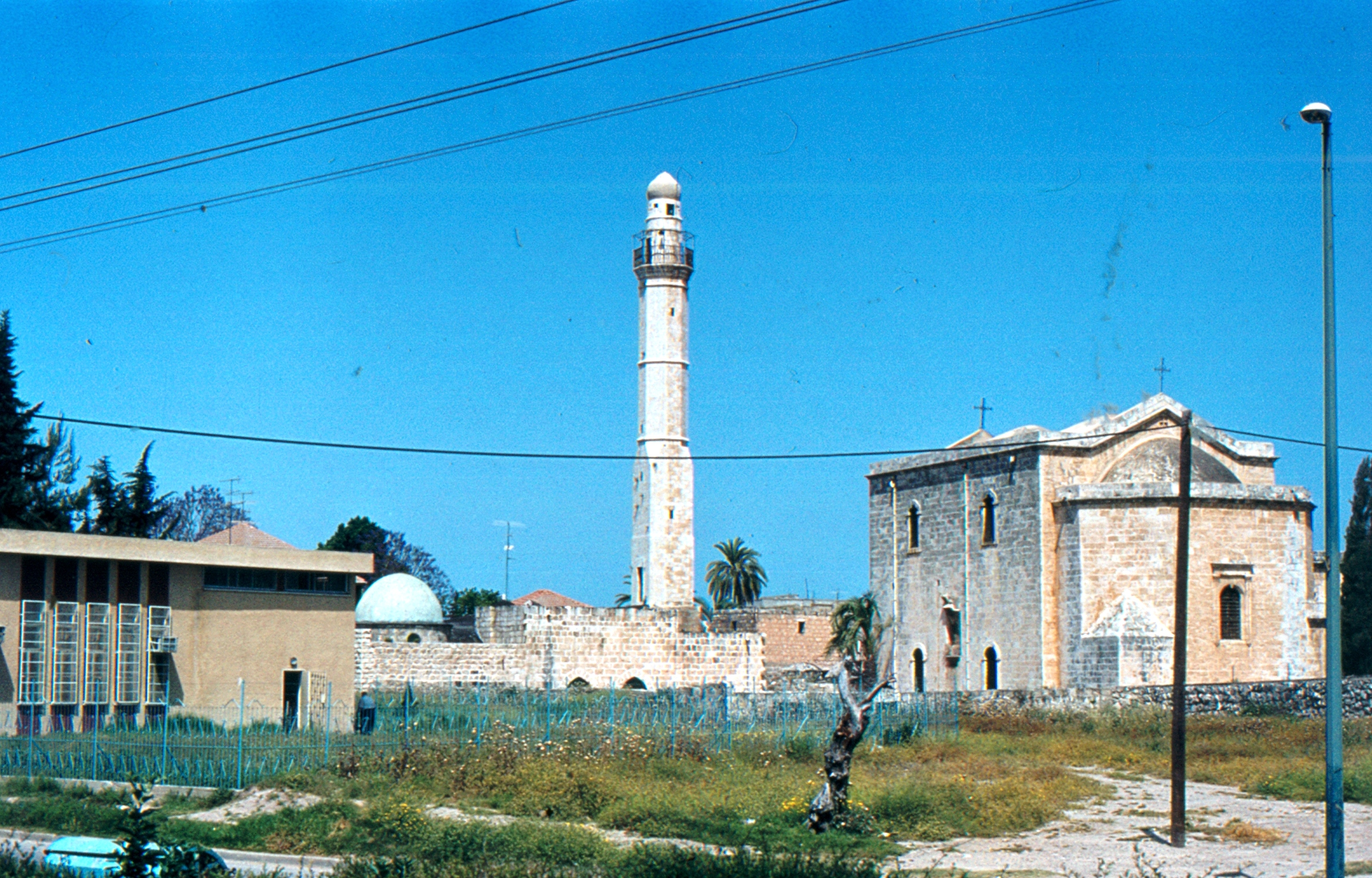
Die Synagoge, das Minarett der Moschee und rechts St. Georg in Lod

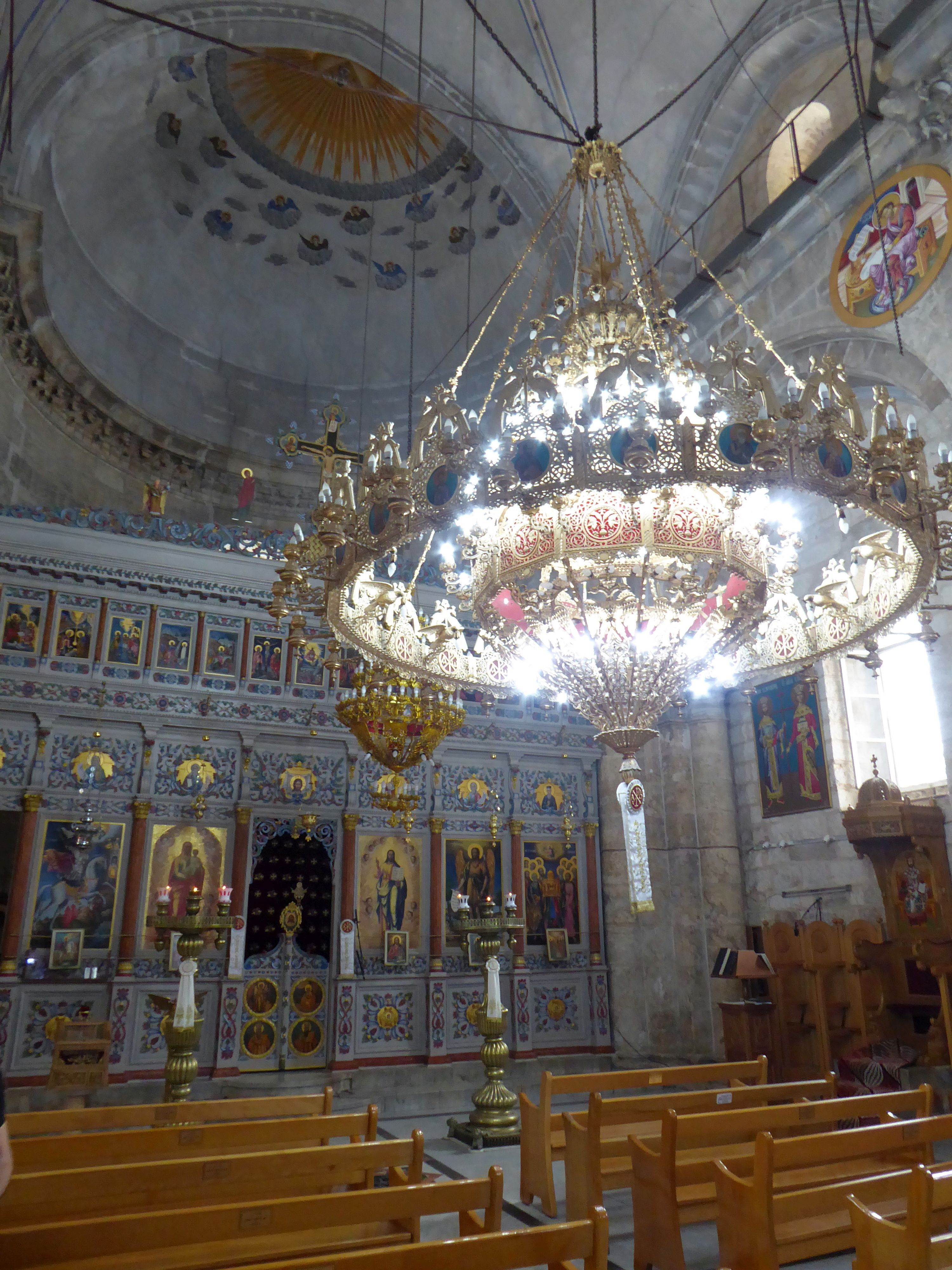
St. Georg, Blick durch das Mittelschiff

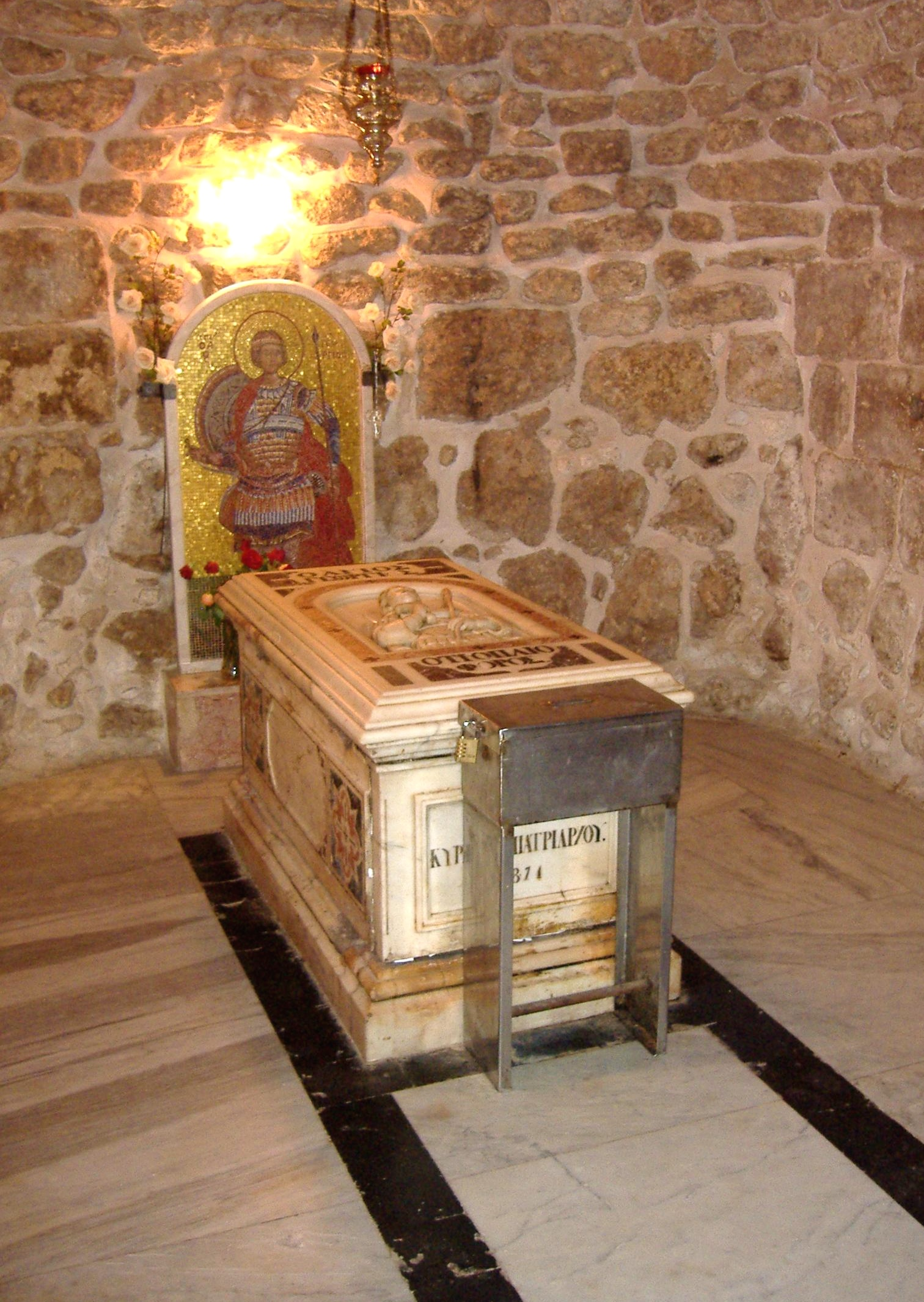
Der Sarkophag des heiligen Georg in der Kirche

St. Georg ist eine griechisch-orthodoxe Kirche in Lod in Israel. Sie stellt die teilweise rekonstruierte Kathedrale der Kreuzfahrer dar, die über dem Grab des heiligen Georg errichtet wurde.

## Geschichte
Der Kathedrale der Kreuzfahrer ging ein byzantinischer Sakralbau an der vermuteten Stelle des Martyriums des heiligen Georgs voraus, der durch Kalif al-Hakim im Jahr 1010 zerstört wurde. Nach der Eroberung der Region durch das Kreuzzugsheer 1099 wurde in Lod unter dem Namen Lydda und in Ramla ein Doppelbistum errichtet. Bischofssitz wurde jedoch nicht die neuerbaute Johannesbasilika in Ramla, sondern die neue Georgskirche in Lod.
St. Georg wurde als dreischiffige Basilika mit vier Jochen und anschließendem Chorjoch erbaut, sie erhielt ihre endgültige Form im 12. Jahrhundert. Das Georgsgrab befand sich vor der mittleren Hauptapsis. Die beiden Seitenschiffe schlossen mit kleineren Nebenapsiden. Das Chorhaupt war außen in einer Linie gerade geschlossen. Die Basilika war als Wehrkirche ausgeführt und hielt 1177 einer Belagerung durch die Ayyubiden stand. Nach der Eroberung Lods durch Saladin 1191 wurden die westlichen Joche der Kirche zerstört. An deren Stelle befindet sich bis heute der Innenhof einer Moschee.
Im Jahr 1870 kam es zum Streit zwischen Franziskanern und Orthodoxen, wer die Rechte an der Kirche besitzen sollte. Die osmanischen Behörden sprachen St. Georg schließlich dem griechisch-orthodoxen Patriarchat von Jerusalem zu. Die Georgskirche wurde teilweise rekonstruiert. Einbezogen werden konnten in das neue Gotteshaus von der Ruine der Kreuzfahrerkirche die Hauptapsis sowie Teile der nördliche Seitenapsis und der Vierung. Die heutige Kirche stellt somit eine Rekonstruktion der vier nordöstlichen Joche der Kreuzfahrerkirche, also der jeweils letzten Joche von Langhaus und nördlichem Seitenschiff und die entsprechenden Chorjoche, dar. Für eine umfangreichere Rekonstruktion war wegen der benachbarten Moschee kein Raum vorhanden.